# Разъезд 19 (Кызылординская область)
Разъезд 19 (каз. рзд.19) — упразднённый разъезд в Чиилийском районе Кызылординской области Казахстана. Входил в состав Талаптанского сельского округа. Код КАТО — 435259200. Упразднен в 2018 г.

## Население
В 1999 году население разъезда составляло 32 человека (18 мужчин и 14 женщин). По данным 2009 года, в разъезде не было постоянного населения.